# 超時空要塞マクロス (パチスロ)
『超時空要塞マクロス』（ちょうじくうようさいマクロス）は、SANKYOが2010年11月に発売した5号機のパチスロ機。保安通信協会（保通協）における型式名は「超時空要塞マクロスZG」。
アニメーション作品『超時空要塞マクロス』とのタイアップ機である。

## 概要
筐体上部の液晶画面には両開きシャッターと、役物としてバトロイド形状のバルキリーの頭部が2分割で内蔵してあり、通常時にバルキリー頭部が出現するとボーナスなどの大チャンスとなる。
ビックボーナスとストック管理式・非完走型ART「バルキリータイム」との組み合わせで、コインを増やしていく。
ボーナスは3種類。
- プレミアムボーナス - 白の7揃い（360枚を超える払い出しで終了、最大獲得枚数310枚）＋超時空モード（後述）
- ビッグボーナス - 赤の7揃い（360枚を超える払い出しで終了、最大獲得枚数310枚）、青の7揃い（240枚を超える払い出しで終了、最大獲得枚数210枚）

ビッグボーナス中の4枚役発生時に、カード演出が発生し「白7成立」の抽選を行う。金のカードでは高期待値であり、レインボーのカードの場合は、「白7成立」か「マクロス揃い」のいずれかが確定する。白7が成立すればボーナス終了後にバルキリータイムに突入確定。また、白7が3回成立なら超時空モード突入確定。
- アタックボーナス - 赤・赤・青もしくは青・青・赤の7揃い（4ゲーム消化、もしくは4回の入賞で終了。約32枚獲得）

「アタックボーナス」は左もしくは右ボタン先押しの2択で、ベル斜め揃いが多い程ART当選の確率が高くなる。4G全て正解（斜め揃い）ならART突入が確定。
また、ベル以外の出目成立（アーマード・バルキリー出現で、左ベルorベル以外が成立。またフリーズ発生・バルキリー群出現ムービーでスイカ成立）でもART当選が確定。4ゲームのベル不正解の場合のART突入（設定6での突入率は約27％）は、ART大量ストックの期待が持てる。ベルの押し順ナビが発生するケースもある。
ART「バルキリータイム」はボーナス終了後・もしくは通常時（バルキリーチャレンジ、特定子役、チャンス出目
キュンキュンモード発生時の抽選）から突入するARTである。
1セット50ゲーム。メーカー発表値では1ゲームあたり1.5枚増える。
ART消化中やART潜伏中にも、ART上乗せ抽選が行われており、特定子役・チャンス出目・チャンス演出の発生時には
ART上乗せの期待が持てる。
マクロス絵柄揃いの場合には、ART大量ストックの期待が持てる。
バルキリータイム中には各種ミッションゲームが存在し、ミッション成功でボーナス確定。またバトル演出に突入してボーナス確定になることもある。バルキリータイム中のボーナス成立で、ARTの1セット上乗せが確定。
天井を搭載しており、ボーナスもしくはART終了後888ゲーム経過でART待機状態（潜伏あり）に突入する（この時はART3セットもしく5セットが確定）。
JACイン時の絵柄が、「ビッグボーナス終了背景」などのレアケースや
ART待機中・ART消化中に、「押し順ペナルティ」を犯していなくても、1～数ゲームの間
通常ゲーム画面に戻るレアケースもあり、この場合はARTストック残が確定する。
JACイン時の絵柄が、緑枠＜赤枠＜金枠の順で、ストック残の期待値が変わり、金枠ではストック残が確定する。

## 超時空モード
プレミアムモードで、ARTの大量ストックが期待できる。ゲーム数は50ゲーム。
突入方法は上述の「白7揃い」の他、「ビッグボーナス中に3回、白7揃い」「プレミアムストーリー（「バージン・ロード」）、「キュンキュンモード（ショートフリーズ）で白7揃いの指示が出たとき（マクロス揃いやボーナス・ART成立でも発生するため、100%ではない）」などがある。また「モード中にビッグボーナス成立」「自力でART当選」の場合は、終了後再び50ゲームの超時空モードに突入する。
超時空モード時は、全出目でのART抽選が行われており、「ピロリロリ～ン♪」音や「フォールド演出」「イナズマ演出」「キュンキュンモード演出」などで当選告知し、「巨大隕石群演出」「バルキリー大編隊」などは、ART大量ストックの期待が持てる。「キュンキュンモード3段階」「フォールド成功」で、ボーナス成立（超時空モード継続）」が確定する。